# へびつかい座36番星
へびつかい座36番星（へびつかいざ36ばんせい、36 Ophiuchi、36 Oph）は、へびつかい座の恒星で多重星。太陽系から約20光年の位置にある連星系である。

## 概要
共にK型主系列星のA星（5.08等）とB星（5.03等）は実視連星で、2016年時点で地球からは角距離5.4秒角（位置角は143度）ほど離れて見える。両星は平均距離82.3天文単位 (au) 、離心率0.92（遠点距離157au、近点距離7au）という極端に細長い軌道を471年ほど掛けて互いに周っている。C星（6.34等）もK型主系列星で、A・B星の連星から少なくとも4,400auは離れた軌道を周っていると考えられている。D星（7.66等）は見かけの二重星だが、M型赤色矮星のE星（12.3等）はA・B星から230au離れた軌道を持つ連星と考えられている。

## 名称
2018年8月10日、国際天文学連合の恒星の命名に関するワーキンググループ (Working Group on Star Names, WGSN) は、Guniibuu をへびつかい座36番星Aの固有名として正式に承認した。